# Josefa Santafé
Josefa Santafé (Madrid, 20 de març de 1833-L'Havana, 13 de gener de 1859) va ser una cantant i actriu de sarsuela espanyola.
Nascuda a la vila de Madrid el 20 de març de 1833. Estudià solfeig i cant al Conservatori de Madrid sota la direcció de Baltasar Saldoni i després amb Francesc Frontera, i on va exercir, mentre era alumna i prèvia formació, entre 1852 i 1855, com a mestra repetidora de sou, una mena de professora en un moment en què no es podien augmentar el nombre de mestres titulars.
Des de 1855 va tenir una important carrera com a cantant a Cuba, llavors encara colònia espanyola, on actuà amb una companyia de sarsuela als teatres de l'Havana i Matanzas, on va ser aclamada com una de les millors veus del moment, elogiada des de capçaleres com La Aurora de Matanzas o Gaceta Musical de Madrid. Es diu que la seva veu, tot i que no gaire voluminosa, era dolça, ben timbrada i amb molta afinació, expressió i una execució notable.
Després de triomfar a Cuba, va morir de forma prematura a l'Havana el 13 de gener de 1859.